# Finale della UEFA Europa League 2024-2025
La finale della 16ª edizione della UEFA Europa League si è tenuta il 21 maggio 2025 allo stadio di San Mamés di Bilbao, nei Paesi Baschi, fra le compagini inglesi del Tottenham e del Manchester Utd. Essa è stata vinta dal Tottenham, al terzo successo nella competizione, con il punteggio di 1-0. 
Il Tottenham disputerà la Supercoppa UEFA 2025 contro i campioni della UEFA Champions League, i francesi del Paris Saint-Germain, e prenderà parte alla successiva edizione della massima competizione continentale per club, dato che non era riuscito a qualificarvisi tramite il campionato nazionale.

## Le squadre
| Squadre        | Partecipazioni precedenti (il grassetto indica la vittoria) |
| -------------- | ----------------------------------------------------------- |
| Tottenham      | 3 (1972, 1974, 1984)                                        |
| Manchester Utd | 2 (2017, 2021)                                              |

## Antefatti
Questo è il primo confronto tra le due squadre nella storia della competizione. Spurs e Red Devils si presentano all'incontro al termine di due stagioni specularmente deludenti, stante la loro posizione nei bassifondi della Premier League, di fatto trovando nell'Europa League l'unica occasione per partecipare a una coppa europea l'anno seguente. Il Tottenham gioca la sua quarta finale del torneo 41 anni dopo l'ultima vittoria, conseguita nel 1984, e a 53 anni dal trionfo del 1972. L'apparizione più recente in un atto conclusivo di una competizione UEFA risale però al 2019, quando aveva perso la finale di Champions League contro il Liverpool, anche in quel caso connazionale. Il Manchester Utd è alla terza partecipazione, quattro anni dopo la sconfitta ai tiri di rigore contro il Villarreal nel 2021 e otto anni dopo l'affermazione nel 2017 ai danni dell'Ajax. Entrambi gli allenatori, Ange Postecoglou e Rúben Amorim, sono alla prima finale UEFA in panchina della loro carriera. Contestualmente, Postecoglou diventa l'unico tecnico australiano ad aver mai disputato una finale europea.
I precedenti in una finale europea fra due squadre inglesi sono cinque: il primo si registra nel 1972 in Coppa UEFA, fra Tottenham e Wolverhampton, poi in Champions League nel 2008, fra Manchester Utd e Chelsea, nel 2019 fra Tottenham e Liverpool, e nel 2021 fra Manchester City e Chelsea, mentre sempre nel 2019 si erano affrontate Chelsea e Arsenal in finale di Europa League.

## Sede
Il 16 luglio 2021 la UEFA ha ufficializzato le sedi per le edizioni 2024 e 2025 della finale, assegnandole rispettivamente all'Aviva Stadium di Dublino e allo stadio San Mamés di Bilbao in seguito al ritiro della candidatura di tali impianti per ospitare l'edizione itinerante dell'Europeo 2020. Lo stadio è stato teatro della finale della Champions League femminile del 2024 fra Barcellona e Olympique Lione, e nel vecchio San Mamés, demolito nel 2013, era stata giocata la finale di ritorno della Coppa UEFA del 1977, fra i padroni di casa dell'Athletic Bilbao e la Juventus.

## Il cammino verso la finale

### Tottenham
Con l’entrata in vigore della nuova formula, le squadre non vengono più inserite in un classico girone all'italiana da quattro, ma in una classifica unica determinata dallo svolgimento di otto incontri con altrettante squadre diverse per ciascun partecipante, decretati tramite sorteggio. Il Tottenham di Ange Postecoglou viene dunque estratto con Roma, Rangers, AZ Alkmaar, Ferencváros, Qarabağ, Galatasaray, Elfsborg e Hoffenheim. Nelle prime tre giornate gli inglesi raccolgono altrettante vittorie: un netto 3-0 in casa contro gli azeri; un 2-1 in trasferta ai danni degli ungheresi, ed un trionfo per 1-0 al New White Hart Lane contro gli olandesi. La prima sconfitta europea si manifesta tuttavia alla quarta giornata, dove in Turchia i londinesi soccombono al Galatasaray, chiudendo la partita sul 3-2 per i padroni di casa. Seguono due pareggi consecutivi, quello per 2-2 a Londra con gli italiani, e quello per 1-1 a Glasgow contro gli scozzesi. Grazie alle due vittorie finali, rispettivamente per 3-2 in Germania contro l'Hoffenheim e per 3-0 in Inghilterra contro l'Elfsborg, gli Spurs chiudono la fase campionato al quarto posto complessivo con 17 punti.
L'urna degli ottavi di finale riserva al Tottenham un ulteriore scontro con l'AZ Alkmaar, già affrontato nella fase campionato. Nonostante l'iniziale sconfitta per 1-0 nei Paesi Bassi, gli inglesi passano il turno grazie alla vittoria per 3-1 nel ritorno a Londra, conseguita con la rete di Maddison e la doppietta di Odobert. Ai quarti di finale, il Tottenham viene accoppiato con l'Eintracht Francoforte, contro cui pareggia per 1-1 nella gara d'andata al New White Hart Lane, per poi trionfare di misura nel secondo match al Waldstadion con il calcio di rigore realizzato da Solanke. In semifinale, la formazione di Postecoglou affronta il sorprendente Bodø/Glimt, capace di eliminare l'Olympiacos detentore della Conference League agli ottavi e la Lazio, prima classificata nel girone unico della fase campionato, ai quarti. Con una doppia vittoria, in casa per 3-1 ed in trasferta per 2-0, gli Spurs staccano il pass per la finale a distanza di quarantuno anni dall'ultima disputata.

### Manchester Utd
Il Manchester Utd di Rúben Amorim, subentrato a stagione in corso al posto dell'esonerato Erik ten Hag, viene estratto con Rangers, Porto, PAOK, Fenerbahçe, Bodø/Glimt, Viktoria Plzeň, Twente e FCSB. Nelle prime tre giornate gli inglesi raccolgono altrettanti pareggi: un 1-1 all'esordio in casa contro gli olandesi; un pirotecnico 3-3 in trasferta con i portoghesi, ed un altro 1-1 esterno contro i turchi. La prima vittoria europea arriva alla quarta giornata, dove all'Old Trafford i mancuniani superano il PAOK Salonicco con un netto 2-0. Seguono altri due trionfi, quello per 3-2 a Manchester contro i norvegesi, e quello per 2-1 a Plzeň ai danni dei cechi. Grazie alle due ulteriori affermazioni finali, rispettivamente per 2-1 in casa sul Rangers e per 2-0 in Romania contro il FCSB, i Red Devils chiudono la fase campionato al terzo posto complessivo con 18 punti.
L'urna degli ottavi di finale riserva al Manchester Utd uno scontro con la Real Sociedad. Dopo l'iniziale pareggio per 1-1 in Spagna, gli inglesi passano il turno grazie al perentorio successo per 4-1 nel ritorno a Manchester. Ai quarti di finale, la formazione di Amorim viene accoppiata con l'Olympique Lione. Nel match d'andata al Parc Olympique Lyonnais le reti di Yoro e Zirkzee ribaltano il vantaggio di Almada, ma i padroni di casa riequilibrano il risultato sul 2-2 con il gol allo scadere di Cherki. Nel ritorno all'Old Trafford i britannici si portano avanti di due lunghezze con le marcature di Ugarte e Dalot, salvo venir poi recuperati dalle reti avversarie di Tolisso e Tagliafico. Ai tempi supplementari, i francesi segnano altri due gol, pur essendo in inferiorità numerica, ma nell'arco di sette minuti i mancuniani controbattono con i rispettivi timbri di Fernandes, Mainoo e Maguire, vincendo clamorosamente per 5-4 ed accedendo così al penultimo step della competizione. In semifinale il Manchester Utd affronta l'Athletic Bilbao, battendolo sia all'andata in trasferta per 3-0, sia al ritorno in casa per 4-1, staccando il pass per la finale a distanza di quattro anni dall'ultima disputata.

### Tabella riassuntiva del percorso
Note: In ogni risultato sottostante, il punteggio della finalista è menzionato per primo. (C: Casa; T: Trasferta)
| Squadra               | Pt | G |
| --------------------- | -- | - |
| Athletic Bilbao       | 19 | 8 |
| Manchester Utd        | 18 | 8 |
| Tottenham             | 17 | 8 |
| Eintracht Francoforte | 16 | 8 |
| Olympique Lione       | 15 | 8 |

| Squadra               | Pt | G |
| --------------------- | -- | - |
| Lazio                 | 19 | 8 |
| Athletic Bilbao       | 19 | 8 |
| Manchester Utd        | 18 | 8 |
| Tottenham             | 17 | 8 |
| Eintracht Francoforte | 16 | 8 |

## Contesto
Tottenham e Manchester Utd, reduci da due campionati al di sotto delle aspettative, si contendono non solo il titolo, ma anche la possibilità di giocare la successiva edizione della Champions League. Il tecnico dei londinesi Postecoglou opta per il 4-3-3, dovendo scontrarsi con alcune assenze pesanti: nonostante il recupero da un infortunio al piede, il capitano Son non è ancora in perfette condizioni e si siede in panchina, mentre i lungodegenti Kulusevski, Maddison e Bergvall non vengono convocati. Dunque, davanti al portiere Vicario, il quartetto difensivo è composto, da destra verso sinistra, dal connazionale Udogie, Van de Ven, Cristian Romero, al quale viene assegnata la fascia di capitano, e Porro. A centrocampo, le chiavi della regia sono affidate a Bissouma, supportato dalle mezzali Bentancur e Sarr. Infine, a sopperire all'assenza del fuoriclasse sudcoreano dal primo minuto, interviene Richarlison, che si divide il tridente d'attacco con la punta Solanke e con Johnson, sulla fascia opposta.
Sceglie l'assetto a tre dietro, invece, Amorim, che dispone la sua squadra in un 3-4-2-1: tra i pali Onana, titolare dell'Inter nella finale di Champions League del 2023, con in retroguardia Yoro, il rigenerato Maguire, decisivo nella semifinale di ritorno, e Shaw. I due esterni di centrocampo sono, a sinistra e a destra, Mazraoui e Dorgu, con in mezzo Casemiro e il capitano Bruno Fernandes. La coppia di trequartisti è formata da Mount e Diallo, i quali sono chiamati a sostenere l'unico attaccante di ruolo, il danese Højlund. Indisponibili gli infortunati nonché perni della difesa De Ligt e Martínez, mentre fra i sostituti rientrano in extremis Dalot e Zirkzee.

## La partita

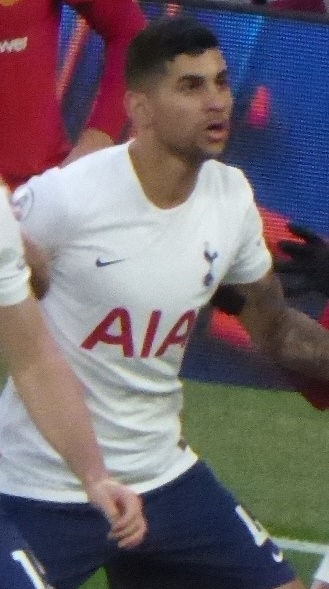
Cristian Romero, autore di un'ottima prestazione difensiva e premiato come MVP della finale.

Arbitrata dal tedesco Zwayer e giocata di fronte a 49 224 spettatori, la partita inizia a ritmi alti, con una bella parata di Onana su Johnson e un tiro fuori di poco di Diallo. La prima frazione è caratterizzata da un gioco confusionario e spezzettato, che offre poco spettacolo. È però proprio il gallese del Tottenham, miglior marcatore stagionale, a portare in vantaggio i suoi al 42': su un cross da sinistra colpisce di testa la palla, che carambola sul braccio di Shaw favorendo l'intervento "di rapina" del numero 22, che batte il portiere. Si va a riposo, quindi, con gli Spurs avanti per 1-0.
Nel secondo tempo i Red Devils cercano fin da subito il pareggio, portando al tiro Højlund che spreca in area un traversone preciso, mandando alto. Sempre il danese, qualche minuto più tardi, ha una clamorosa opportunità per pervenire al gol: Vicario esce in maniera imperfetta mancando il pallone, l'ex Atalanta colpisce a botta sicura a porta vuota ma Van de Ven si immola e preserva, con un'acrobatica rovesciata, il vantaggio. Amorim inserisce anche Zirkzee e Garnacho, che ha una buona occasione al 73' ma trova l'attenta risposta dell'estremo difensore avversario. Il Tottenham difende in maniera compatta ed organizzata, grazie soprattutto al lavoro del proprio capitano Romero, e concede poco all'offensiva del Manchester Utd, che assedia l'area di rigore dei londinesi. Nei sette minuti di recupero segnalati dal direttore di gara Vicario è miracoloso sulla testata di Shaw all'altezza del dischetto, respingendo con un grande riflesso. L'ultimo sussulto, prima del fischio finale, è la rovesciata di Casemiro da posizione favorevole che coglie l'esterno della rete. Gli uomini di Postecoglou possono dunque festeggiare la conquista del loro primo trofeo dalla Coppa di lega del 2008, 41 anni dopo l'ultima vittoria continentale.

## Tabellino
La squadra "di casa" (ai fini amministrativi) è stata predeterminata come la vincente della prima semifinale (Tottenham).
| Arbitro: | Felix Zwayer |

|             |           |  |
| Johnson 42’ | Marcatori |  |

| Tottenham | Manchester Utd |

| P                | 1  | Guglielmo Vicario |     |     |
| D                | 23 | Pedro Porro       |     |     |
| D                | 17 | Cristian Romero   |     |     |
| D                | 37 | Micky van de Ven  | 49’ |     |
| D                | 13 | Destiny Udogie    |     | 90’ |
| C                | 29 | Pape Matar Sarr   |     | 90’ |
| C                | 8  | Yves Bissouma     | 68’ |     |
| C                | 30 | Rodrigo Bentancur |     |     |
| A                | 22 | Brennan Johnson   |     | 78’ |
| A                | 19 | Dominic Solanke   |     |     |
| A                | 9  | Richarlison       | 58’ | 67’ |
| A disposizione:  |    |                   |     |     |
| P                | 40 | Brandon Austin    |     |     |
| P                | 41 | Alfie Whiteman    |     |     |
| D                | 4  | Kevin Danso       |     | 78’ |
| D                | 24 | Djed Spence       |     | 90’ |
| D                | 33 | Ben Davies        |     |     |
| C                | 14 | Archie Gray       |     | 90’ |
| C                | 47 | Mikey Moore       |     |     |
| A                | 7  | Son Heung-min     |     | 67’ |
| A                | 11 | Mathys Tel        |     |     |
| A                | 28 | Wilson Odobert    |     |     |
| A                | 44 | Dane Scarlett     |     |     |
| A                | 63 | Damola Ajayi      |     |     |
| Allenatore:      |    |                   |     |     |
| Ange Postecoglou |    |                   |     |     |

| P               | 24 | André Onana        |       |     |
| D               | 15 | Leny Yoro          |       |     |
| D               | 5  | Harry Maguire      | 88’   |     |
| D               | 23 | Luke Shaw          |       |     |
| C               | 3  | Noussair Mazraoui  |       | 85’ |
| C               | 18 | Casemiro           |       |     |
| C               | 8  | Bruno Fernandes    |       |     |
| C               | 13 | Patrick Dorgu      |       | 90’ |
| A               | 16 | Amad Diallo        | 35’   |     |
| A               | 9  | Rasmus Højlund     |       | 71’ |
| A               | 7  | Mason Mount        |       | 67’ |
| A disposizione: |    |                    |       |     |
| P               | 1  | Altay Bayındır     |       |     |
| D               | 2  | Victor Lindelöf    |       |     |
| D               | 20 | Diogo Dalot        |       | 85’ |
| D               | 26 | Ayden Heaven       |       |     |
| D               | 35 | Jonny Evans        | 90+2’ |     |
| D               | 41 | Harry Amass        |       |     |
| C               | 14 | Christian Eriksen  |       |     |
| C               | 25 | Manuel Ugarte      |       |     |
| C               | 37 | Kobbie Mainoo      |       | 90’ |
| C               | 43 | Toby Collyer       |       |     |
| A               | 11 | Joshua Zirkzee     | 84’   | 71’ |
| A               | 17 | Alejandro Garnacho |       | 71’ |
| Allenatore:     |    |                    |       |     |
| Rúben Amorim    |    |                    |       |     |

| Assistenti arbitrali: Robert Kempter (Germania) Christian Dietz (Germania) Quarto ufficiale: Maurizio Mariani (Italia) Assistente di riserva: Daniele Bindoni (Italia) VAR: Bastian Dankert (Germania) Assistente al VAR: Benjamin Brand (Germania) Supporto al VAR: Carlos del Cerro Grande (Spagna) | Regole dell'incontro - due tempi regolamentari da 45 minuti ciascuno; - due tempi supplementari da 15 minuti ciascuno in caso di parità; - tiri di rigore in caso di ulteriore parità; inizialmente cinque per squadra, e a oltranza fino a spareggio in caso di ulteriore parità; - numero massimo di 23 giocatori per squadra a referto (11 in campo e 12 come potenziali sostituti); - cinque sostituzioni permesse nei tempi regolamentari; una sesta permessa nei tempi supplementari. |

## Statistiche
| Statistiche       | Tottenham | Manchester Utd |
| ----------------- | --------- | -------------- |
| Reti segnate      | 1         | 0              |
| Tiri totali       | 3         | 4              |
| Tiri in porta     | 1         | 1              |
| Parate            | 1         | 0              |
| Possesso palla    | 43%       | 57%            |
| Calci d'angolo    | 4         | 2              |
| Falli commessi    | 12        | 4              |
| Fuorigioco        | 0         | 1              |
| Cartellini gialli | 0         | 1              |
| Cartellini rossi  | 0         | 0              |

| Statistiche       | Tottenham | Manchester Utd |
| ----------------- | --------- | -------------- |
| Reti segnate      | 0         | 0              |
| Tiri totali       | 0         | 11             |
| Tiri in porta     | 0         | 3              |
| Parate            | 3         | 0              |
| Possesso palla    | 29%       | 71%            |
| Calci d'angolo    | 0         | 3              |
| Falli commessi    | 10        | 6              |
| Fuorigioco        | 1         | 1              |
| Cartellini gialli | 3         | 3              |
| Cartellini rossi  | 0         | 0              |

| Statistiche       | Tottenham | Manchester Utd |
| ----------------- | --------- | -------------- |
| Reti segnate      | 1         | 0              |
| Tiri totali       | 3         | 15             |
| Tiri in porta     | 1         | 4              |
| Parate            | 4         | 0              |
| Possesso palla    | 35%       | 65%            |
| Calci d'angolo    | 4         | 5              |
| Falli commessi    | 22        | 10             |
| Fuorigioco        | 1         | 2              |
| Cartellini gialli | 3         | 4              |
| Cartellini rossi  | 0         | 0              |